# Huélamo (kommunhuvudort)
Huélamo är en kommunhuvudort i Spanien.   Den ligger i provinsen Provincia de Cuenca och regionen Kastilien-La Mancha, i den centrala delen av landet, 160 km öster om huvudstaden Madrid. Huélamo ligger 1 316 meter över havet och antalet invånare är 125.
Terrängen runt Huélamo är huvudsakligen kuperad, men västerut är den platt. Huélamo ligger nere i en dal.  Trakten runt Huélamo är nära nog obefolkad, med mindre än två invånare per kvadratkilometer. Närmaste större samhälle är Las Majadas, 18,1 km väster om Huélamo. 